# Сулейменов, Каирбек Шошанович
Каирбек Шошанович Сулейме́нов (род. 12 мая 1949, Новосибирск) — Политический деятель Республики Казахстан. Народный герой Казахстана (2022).
- помощник Президента — секретарь Совета Безопасности Республики Казахстан,
- министр внутренних дел Республики Казахстан в 1995—2003 годах,
- генерал-полковник внутренней службы.

## Биография
В 1966—1969 годах работал стропальщиком мостопоезда мостостроительного треста N 2 (г. Новосибирск).
С 1969 по 1972 — служба в рядах Советской Армии.
Окончил вечернее отделение Новосибирского филиала Свердловского юридического института.
В 1972—1975 годах — следователь, старший следователь Новосибирской городской прокуратуры.
В 1975—1979 годах — следователь прокуратуры района, старший следователь прокуратуры города Алма-Аты, заместитель прокурора района.
В 1979—1986 годах — заместитель начальника Калининского, Алатауского, начальник Ленинского РОВД города Алма-Аты.
В 1986—1987 годах — заместитель начальника Восточного УВД на транспорте.
В 1987—1988 годах — заведующий отделом Алма-Атинского горкома Компартии Казахстана.
В 1988—1989 годах — заведующий отделом Алма-Атинского обкома Компартии Казахстана.
В 1987—1990 годах — заместитель заведующего государственно-правовым отделом ЦК Компартии Казахстана.
С 1990 по 1991 — заведующий государственно-правовым отделом Аппарата Президента Казахской ССР.
с октября 1991 по октябрь 1992 — первый заместитель министра внутренних дел Республики Казахстан.
С октября 1992 по октябрь 1995 — государственный советник Республики Казахстан.
С октября 1995 года по сентябрь 2003 — министр внутренних дел Республики Казахстан — командующий внутренними войсками Республики Казахстан.
С 2003 года по 2008 — командующий внутренними войсками Республики Казахстан.
С 19 августа 2008 года по 3 сентября 2009 года — помощник Президента — Секретарь Совета Безопасности Республики Казахстан.
С 2009 г. по 2013 г. — председатель Совета ветеранов РК.
С 2012 года — депутат Мажилиса Парламента РК 5-го созыва, член фракции партии «Нур Отан» в Мажилисе Парламента РК.

## Акция
В 2000 году Сулейменов чуть изменив внешность, проехал на КамАЗе груженым арбузами по автодороге Шымкент-Астана. На протяжении маршрута давал взятки полицейским которые просили взятки. Общая сумма взяток составило 32 200 тенге, а число взяточников полицейских — 36. Всех полицейских уволили по дисциплинарной ответственности.

## Семья
Супруга — Келина Лариса Николаевна.
Сыновья — Рустам (1972—2005 г.р.); Тимур (1975 г.р.) — прокурор Костанайской области с 28 августа 2017 г.

## Награды
- Народный герой Казахстана с вручением орденом «Отан» (22 октября 2022 года);[5]
- Орден «Барыс» 2 степени (2011)
- Орден «Данк» 1 степени (2002)
- Орден Данк 2 степени (1998)
- Орден Курмет (2017)[6]
- 35 медалей
- Заслуженный работник Министерства внутренних дел Республики Казахстан
- Почётный гражданин Павлодарской области (2013).
- Медаль «МПА СНГ. 25 лет» (27 марта 2017 года, Межпарламентская ассамблея СНГ) — за заслуги в деле развития и укрепления парламентаризма, за вклад в развитие и совершенствование правовых основ функционирования Содружества Независимых Государств, укрепление международных связей и межпарламентского сотрудничества[7]